# Ніжинська Броніслава Хомівна
Бронісла́ва Ніжи́нська (пол. Bronisława Niżyńska, 8 січня 1891, Мінськ — 21 лютого 1972, Лос-Анджелес, США) — українська артистка балету польського походження, балетмейстерка і балетна педагогиня. Видатна танцюристка зіркової трупи Сергія Дягілєва.

## Життєпис
Броніслава Ніжинська була третьою, наймолодшою дитиною в сім'ї артистів балету, уродженців Варшави Томаша (українською Хоми) Ніжинського і Елеонори Береди. Батько починав у оперному театрі у Варшаві, а вийшовши у відставку, виступав і ставив танці в багатьох містах Російської імперії, зокрема, в Києві, Одесі, Харкові, вважався одним з найкращих постановників і виконавців українських народних танців (помер 15 жовтня 1912 року під час довготривалого проживання у Харкові, похований на харківському міському цвинтарі). Після 1897 батьки розлучилися, і мати з дітьми переїхала до Петербурга. У 1902 році Броніслава була прийнята до Театрального училища, де вже навчався її брат Вацлав Ніжинський. Серед її педагогів були Михайло Фокін, Микола Леґат та Енріко Чекетті.
У 1908 році, після закінчення училища, Ніжинська увійшла до складу балетної трупи Маріїнського театру, який покинула на знак протесту в 1911 році після звільнення Вацлава Ніжинського з Імператорської трупи.
З  1910 по 1913 рік, як і брат, брала участь в «Російських сезонах» Сергія Дягілєва. Потім відкрила балетну "Школу руху" в Києві, де серед її учнів зокрема був Серж Лифар, що згодом став останнім прем'єром Дягілєва. У 1915 році танцювала в лондонській антрепризі брата. У 1915-1918 роках разом з чоловіком, артистом балету і хореографом Олександром Кочетовським, очолювала балетну трупу Київської опери, яка у часи Української Держави називалася "Український театр драми та опери". Крім власної студії у Києві, Ніжинська також викладала у Київському експериментальному театрі-студії — Центростудії, працювала в Київській консерваторії, в драматичній студії Єврейського культурного центру, в Молодому театрі, заснованому Лесем Курбасом, а пізніше і в Українській школі драми.
Однак несприйняття більшовизму прискорило її від'їзд з України. У 1921 році Ніжинська емігрувала і почала працювати у Дягілєва в якості хореографки. За кілька років співпраці з ним вона, не припиняючи виступати на сцені, поставила балети «Лиса» та «Свадебка» Ігоря Стравинського, «Спокуса пастушки», «Лани», «Надокучливі», «Блакитний експрес». В 1925 році у Дягілєва, крім на той час головного хореографа Леоніда М'ясіна, з'явився молодий хореограф — Джордж Баланчин, який мав меншу потребу в послугах Ніжинської. Останньою її роботою для «Російських сезонів» був балет «Ромео і Джульєтта» Константа Ламберта  (1926).

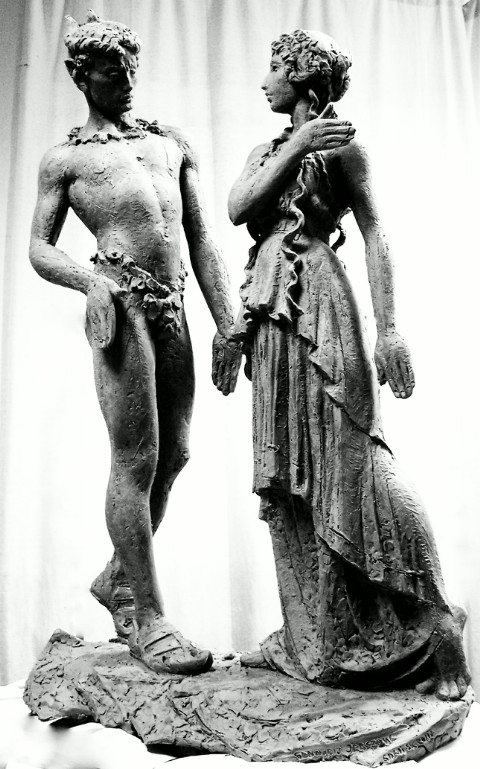
Фігури Вацлава та Броніслави Ніжинських, скульптор Г. Єршов встановлено у Великому театрі у Варшаві

1927 року Ніжинська поставила балет «Ала і Лоллій» на музику «Скіфської сюїти» Сергія Прокоф'єва в театрі Колон, Буенос-Айрес.
У 1928 року Ніжинська стала хореографкою і педагогинею новоствореної трупи Іди Рубінштейн. У тому ж році поставила для неї в Парижі « Болеро» Моріса Равеля. В 1932 році організувала власну балетну трупу.
У 1935 році працювала в Голлівуді, поставивши танці фей на музику Фелікса Мендельсона для фільму  Макса Рейнхардта «Сон у літню ніч ».
У 1938 році переїхала в США, де відкрила балетну школу і знову зайнялася викладацькою діяльністю. Згодом продовжувала співпрацювати з різними балетними трупами, в тому числі з театром «Колон».
Броніслава Ніжинська померла від серцевого нападу 21 лютого 1972 року в Лос-Анджелесі.

### Сім'я
- Батько — Томаш (Хома Лаврентійович) Ніжинський (1862—1912) — танцюрист, один з найкращих постановників і виконавців українських народних танців.
- Мати — Елеонора (Миколаївна), до шлюбу Береда (1856—1932) — танцюристка.
- Перший чоловік — Олександр Володимирович Кочетовський (1889—1952) — танцюрист (1907—1911) — Большой театр; (1915-1918) — разом з Б. Ніжинською очолював балетну трупу Київської опери, артист балету, хореограф.
- Другий чоловік — Микола Миколайович Сингаївський (1895—1968) — танцюрист, менеджер Ніжинської.
- Дочка — Ірина Олександрівна Ніжинська (1913—1991) — танцюристка. Народилася в Росії; вчилася у матері. Була з матір'ю всі роки і виступала у понад 20 балетних спектаклях, поставлених нею. У 1939 переїхала до США і відкрила Голлівудську балетну школу (Hollywood Ballet School) (1940). Спільно з матір'ю ставила балетні вистави; після смерті матері відновлювала її постановки в усьому світі.
- Син — Лев Олександрович Кочетовський (1919—1935) — загинув в автокатастрофі під Парижем, за кермом був Сингаївський, Броніслава Ніжинська та Ірина.